# Ejakularche
Der Begriff Ejakularche (von lateinisch eiaculari, „auswerfen, ausstoßen, herausschleudern“, und altgriechisch ἀρχή archḗ „Anfang, Ursprung“) ist der medizinische Fachausdruck für den erstmaligen Samenerguss (Ejakulation) bei einem heranwachsenden männlichen Kind bzw. Jugendlichen. Da der Begriff Ejakulation heute überwiegend als Samenerguss definiert ist und unter Ejakulat nunmehr eine Sperma genannte Flüssigkeit mit Spermien und Sekreten verstanden wird, kann eine Ejakularche nach dieser Definition erst nach dem Beginn der Spermienproduktion (Spermarche) entweder bei einem durch eine sexuelle Aktivität ausgelösten Orgasmus oder bei einer erstmaligen Pollution (Polluarche/Pollarche) auftreten. Die Ejakularche zeigt nach dieser Begriffsdefinition – wie auch in erster Linie die Spermarche und im weiteren Sinne die Polluarche – den Beginn der Geschlechtsreife an.

## Begriffsvariationen
Bei Medizinern und Sexualwissenschaftlern wird eine Ejakulation heute zwar häufig als ein Samenerguss aufgefasst, gelegentlich aber auch als ein „feuchter Orgasmus“, das heißt, als eine Ausschüttung von Sekreten ohne Anwesenheit von Spermien.

### „Erguss (mit oder ohne Samen)“
Wenn beispielsweise von E. J. Haeberle folgende Aussage formuliert wird: „Zu diesem Zeitpunkt kann auch der erste Samenerguss erfolgen. Das Ejakulat enthält unter Umständen noch keine Samenzellen, sondern besteht hauptsächlich aus Prostatasekret.“, so verwendet er den Begriff Ejakulat im zweiten Satz auch für eine Flüssigkeit, in der sich noch keine Spermien befinden. Die Verwendung des Begriffs Samenerguss im Satz zuvor steht allerdings dazu im Widerspruch und fördert eine Begriffsverwirrung, denn wie kann man einen Erguss als Samenerguss bezeichnen, wenn in ihm noch kein Samen bzw. Spermien enthalten ist/sind?
Eine Ejakulation steht nach dieser Definition mit der deutschen Bedeutung „Erguss“ im Gegensatz zum trockenen Orgasmus ganz allgemein für einen feuchten Orgasmus und ist auch dann möglich, wenn eine Spermienproduktion noch nicht begonnen hat und bei einem Orgasmus nur eine mehr oder minder geringe Menge Sekret ohne Spermien an der Penisöffnung erscheint. Allerdings kommt diese Definitionsvariante der ursprünglichen lateinischen Wortbedeutung nicht sehr nahe, da bei einem derartigen Erguss zumindest zum Zeitpunkt des Übergangs von einem trockenen zu einem feuchten Orgasmus in der Regel nicht von ausstoßen oder gar herausschleudern die Rede sein kann.
In diesem Definitionsrahmen werden in der Sexualwissenschaft auch „Leerlaufstadium“ (Ejakulation ohne Sperma = samenloser Erguss) und „Funktionsstadium“ (Ejakulation mit Sperma = Samenerguss) unterschieden. Den Beginn des Leerlaufstadium bezeichnen manche Wissenschaftler als Prostatarche, da man ursprünglich davon ausging, dass erste Ergüsse allein aus Sekreten der Prostata und nicht auch aus denen anderer akzessorischer Geschlechtsdrüsen bestehen können.

### „Samenerguss“
Andererseits schreibt dann Haeberle im selben Buch wenig später: „… Das einfachste Beispiel ist der Orgasmus eines Jungen vor der Pubertät: Ihre inneren Organe sind noch nicht hinreichend entwickelt, um Samenflüssigkeit zu produzieren, sie können also auch nicht ejakulieren; trotzdem können Jungen einen Orgasmus haben.“
Nunmehr wird offensichtlich unter Ejakulation einzig und allein ein Samenerguss verstanden und bei der Verwendung des Begriffs Ejakulat die Anwesenheit von Spermien vorausgesetzt. Diese Definitionsvariante wird oft in der Literatur so dargestellt und verwendet.

## Physiologische Grundlagen
Obwohl die männlichen Geschlechtsorgane zum Zeitpunkt der Geburt bereits vollständig angelegt sind, findet die weitere Ausdifferenzierung erst im Verlaufe der Pubertät unter dem Einfluss der Geschlechtshormone statt. Unter dem Anstieg des Testosteronspiegels im Blut vor und zu Beginn der Pubertät um das zwei- bis dreifache, wird das Wachstum von Penis, Hodensack, Hoden, Nebenhoden, Samenleiter, Samenblase, Prostata, Präputial- und Bulbourethraldrüsen stimuliert und im Verlaufe der Pubertät erreichen später auch die Hoden ihre volle Funktionalität einschließlich der Fähigkeit zur Produktion von befruchtungsfähigen Spermien. Nach dem Beginn der Spermienbildung (Spermarche) erfolgt bei einem durch sexuelle Aktivität willkürlich ausgelösten Orgasmus nicht mehr wie zuvor gegebenenfalls bei einem sogenannten feuchten Orgasmus nur eine mehr oder weniger geringe Ausschüttung von Sekreten, sondern ein Samenerguss (Ejakulation). Bei sexuell weniger aktiven oder völlig abstinenten Jugendlichen wird hingegen früher oder später nach der Spermarche eine Pollution stattfinden.

## Zeitpunkt

### Bei „samenlosem Erguss“
Auf dieser Definitionsgrundlage kann die Ejakularche deutlich vor dem Beginn der Spermienproduktion (Spermarche) auftreten, wenn durch eine sexuelle Aktivität (meist Masturbation) ein Orgasmus erreicht wird. Wenn bei einem eher in kürzeren Abständen regelmäßig ausgelösten derartigen Orgasmus erstmals eine geringe Menge Sekret an der Penisöffnung austritt, ist ggf. ein zuvor möglicher trockener Orgasmus von einer Ejakulation abgelöst worden (feuchter Orgasmus).
Wird jedoch von einem Heranwachsenden in der Zeit vor und während der Pubertät niemals ein bewusster Orgasmus ausgelöst, so wird nach bisheriger Anschauung über die Pollutionsursache eine Ejakularche auch erst nach der Spermarche in Form einer erstmaligen Pollution (Polluarche) stattfinden.

### Bei „Samenerguss“
Hier kann eine Ejakularche immer erst in mehr oder minder großer zeitlicher Nähe nach dem Beginn der Spermienproduktion auftreten. Gemäß dieser Definition wird durch dieses Ereignis zugleich auch der Beginn der Geschlechtsreife angezeigt, und so kann der Begriff Ejakularche hier durchaus als „männliches Äquivalent“ zur Menarche aufgefasst werden, die bei einem Mädchen das Erreichen der Geschlechtsreife anzeigt, obwohl erstmalige Menstruation und erstmalige Bildung und Ejakulation von Spermien im physiologischen Sinne völlig unterschiedliche Erscheinungen darstellen.